# Roskilde Station
Roskilde Station eller Roskilde Banegård er en dansk jernbanestation i byen Roskilde på Sjælland. Det er Danmarks ældste eksisterende stationsbygning, og den er med ca 30.000 daglige passagerer i 2018, DSBs 3. største station, efter Nørreport og Københavns Hovedbanegård. Stationen ligger på Jernbanegade 1, og har i dag 4 perroner og 7 perronspor, samt 4 spor til arbejdskøretøjer.
Overfor stationen ligger Hestetorvet.

## Historie
Roskilde Station blev bygget af Det Sjællandske Jernbaneselskab i 1847 i forbindelse med anlægget af jernbanen mellem København og Roskilde.
I 1911 blev Københavns anden banegård fra 1864 nedlagt og erstattet af den nuværende Københavns Hovedbanegård, men den originale hovedbygning på Roskilde Station fra 1847 står stadig den dag i dag og har været fredet siden 1964. Dog er både stationsbygningen og perronerne blevet udvidet adskillige gange siden. Rundremisen fra 1898/1920 blev fredet i 1991.
I 1998 blev en stor renovering af Roskilde Station påbegyndt. Facaden på den gamle stationsbygning blev restaureret, så farverne svarede til farverne på den originale facades. Desuden blev tagene og tunnelerne istandsat, der blev opsat elevatorer og automatiske døre og ankomsthallen fik nyt gulv, loft og inventar. Renoveringen var færdiggjort i 2002.

## Faciliteter
Stationsbygningen rummede billetkontor og rejsecenter, men der er nu kun venteområde samt 2 7-Eleven kiosker. Der er adgang til alle perroner via trapper og tunnel ved stationsbygningen. Handicapadgang er mulig via elevatorer i forbindelse med tunnelen i vestenden af perronerne.
Roskilde station betjener intercitytog til Jylland (Aarhus og Aalborg), regionaltog til Holbæk, Kalundborg, Ringsted, Nykøbing F og Rødby Færge, lokaltog til Køge, Faxe Ladeplads og Rødvig – og selvfølgelig Hovedstadsregionen (København, Helsingør og Kastrup Lufthavn)

## Galleri
- Wikimedia Commons har flere filer relateret til Roskilde Station

- Roskilde Station, 1849.
- Mindetavle opsat ved 100 års jubilæet i 1947.
- Regionaltog til Østerport.
- Perron for spor 6 og 7. Her afgår tog til Næstved over Køge.
- Stationen set fra vest.
- Ventesal og billetsalg.

## Antal rejsende
Ifølge Østtællingen var udviklingen i antallet af dagligt afrejsende:
| År   | Antal  | År   | Antal  | År   | Antal  | År   | Antal  |
| ---- | ------ | ---- | ------ | ---- | ------ | ---- | ------ |
| 1984 | 11.622 | 1993 | 11.849 | 2000 | 13.026 | 2005 | 12.510 |
| 1987 | 12.187 | 1995 | 11.969 | 2001 | 12.963 | 2006 | 12.576 |
| 1990 | 12.225 | 1996 | 12.014 | 2002 | 12.576 | 2007 | 12.323 |
| 1991 | 12.229 | 1997 | 11.947 | 2003 | 12.210 | 2008 | 11.807 |
| 1992 | 11.528 | 1998 | 12.174 | 2004 | 13.247 |      |        |